# La Régente

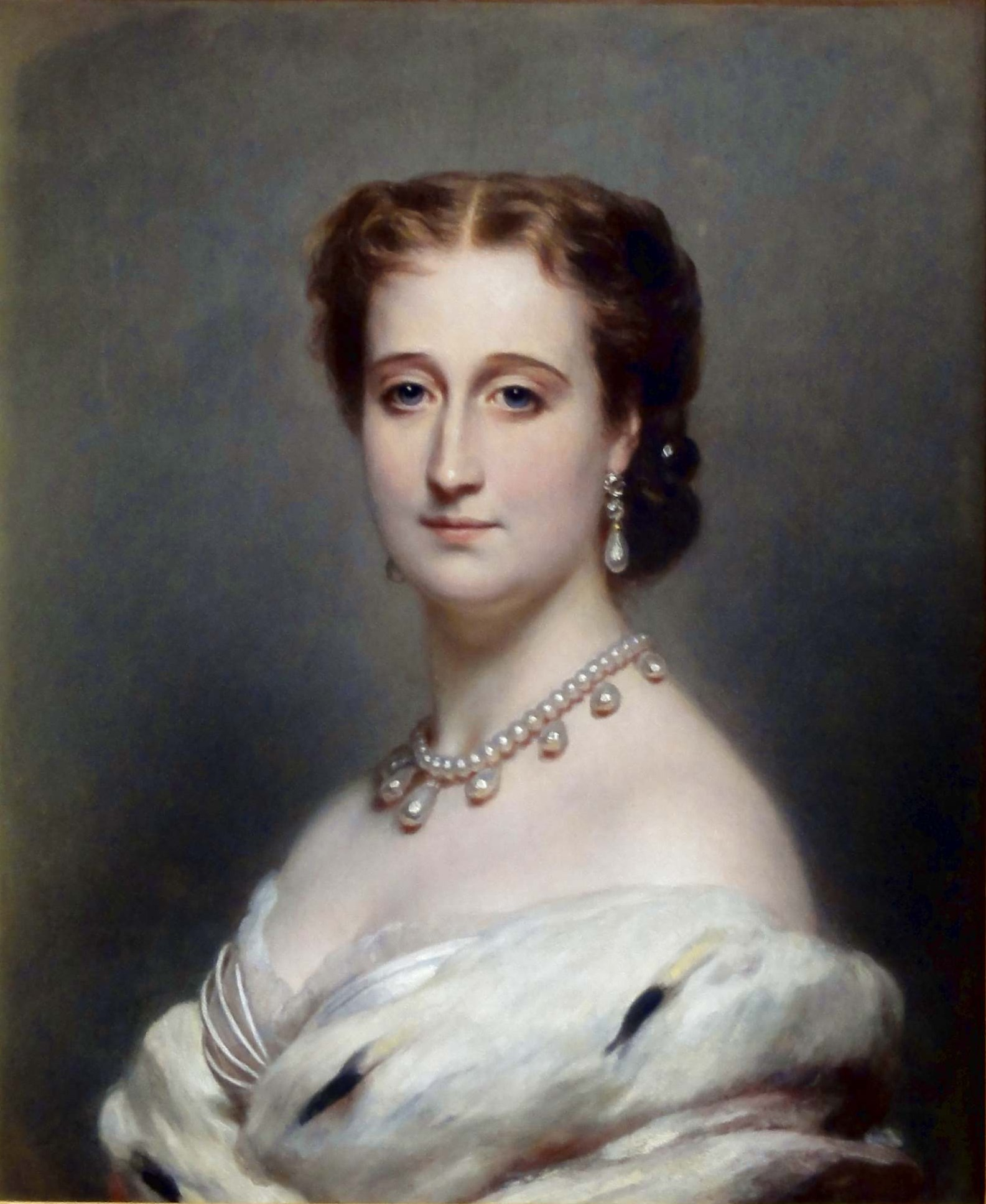
Eugénie de Montijo met parels

La Régente, ook wel "La Perle Napoléon" is een beroemde parel. Deze witglanzende parel van 346 grein is de op 5 na grootste bekende parel en behoorde tot de Franse kroonjuwelen ten tijde van Napoleon I. De Franse keizer kocht de als "perfect" beschreven parel in 1811 voor 40 000 franc van zijn hofjuwelier Francois Regnault Nitot voor zijn tweede echtgenote Marie Louise van Oostenrijk. De parel werd in een tiara, deel van een met 297 parels bezette parure, gezet. De vindplaats en voorgeschiedenis van de parel zijn verder onbekend.
Deze kostbare parel bleef ook na de val van het eerste keizerrijk in het bezit van de Franse kroon. 
Lodewijk XVIII van Frankrijk liet de parel in 1820 in een nieuwe tiara plaatsen. Er was tussen 1813 en 1830 geen Franse koningin en de kroonjuwelen werden door de twee Bourbon-prinsessen: de dauphine Marie-Thérèse hertogin van Angoulème en prinses Marie-Caroline, hertogin van Berry, gedragen. Tijdens de regering van de burgerkoning Lodewijk Filips I van Frankrijk werden de kroonjuwelen niet gedragen.
Napoleon III van Frankrijk schonk de parel in 1853 aan keizerin Eugénie de Montijo die de parel door Gabriel Lemonnier opnieuw liet zetten en als devant de corsage of broche droeg. 
In de inventaris van de Franse kroonjuwelen werd de Perle Napoléon omschreven als "een zeer grote peervormige parel, in de vorm van een ei, plat op de rug, en zeer mooie glans op de voorzijde." In de veilingcatalogus die in 1887 voor de verkoop van de Franse kroonjuwelen werd gedrukt was voor het eerst sprake van "La Régente" in plaats van "La Perle Napoléon". De reden voor deze naamsverandering is niet met zekerheid bekend. Beide keizerinnen waren in respectievelijk 1813 en 1871 korte tijd regentes van Frankrijk. Een andere verklaring is dat in 1887 ook De Regent, een diamant van 140,5 karaat, werd verkocht. De veilingmeester kan met de begrippen regent (diamant is in het Frans mannelijk) en regentes (parel is in het Frans vrouwelijk) hebben gespeeld. Op de naamswijziging werd in 1889 kritiek uitgeoefend.
De broche van keizerin Eugénie werd voor 176.000 frank gekocht door Jacques Rossel, agent van Carl Fabergé, de beroemde hofjuwelier uit Sint-Petersburg.
Net als andere beroemde parels zoals de fameuze La Pelegrina werd ook deze parel eigendom van de uitzonderlijk rijke Russische prinsen Joesoepov. Zij bezaten zo een parel die groter was dan om het even welke parel van de keizerlijke familie. Prinses Zinaïda Joesoepova droeg de parel als hoofdtooi, waarin ook La Pelegrina werd gemonteerd, of aan een sautoir. 
Prins Felix Joesoepov heeft de parel in 1914 aan zijn echtgenote grootvorstin Irina Aleksandrovna Romanova, een nicht van de tsaar, geschonken. La Régente werd in een kopie van de corsage van keizerin Eugénie gemonteerd maar kon ook los worden gedragen.
Tijdens de Russische Revolutie werd La Régente samen met andere kostbaarheden in een muur van het Joesoepovpaleis in Petrograd verborgen. De Sovjets hebben de schatten van de Joesoepovs desondanks gevonden. De parel moet in de daaropvolhende jaren discreet zijn verkocht. De Sovjet-Unie vergaarde op deze wijze deviezen. In 1950 kwam de parel samen met de corsage in handen van een anoniem gebleven Europese familie. 
De diamanten corsage met La Régente en zes grote en meerdere kleinere parels werd in november 2005 bij een veiling van Christie's in Genève geveild. Het gewicht van La Régente was door pellen en polijsten teruggebracht tot 302.68 grein. Een kenner, de gemmoloog Bernard Morel, herkende de parel ondanks het gewichtsverlies aan de platte achterzijde, de luister en de vorm. Het sieraad werd voor een recordbedrag van 2,1 miljoen euro verkocht aan een onbekende bieder.